# Rue La Feuillade
La rue La Feuillade est une voie du 1er et du 2e arrondissement de Paris, en France.

## Origine du nom
La rue a été nommée d'après François III d'Aubusson, comte puis duc de La Feuillade, maréchal de France sous Louis XIV. 

## Historique
Cette rue est percée, sous le nom de « rue des Jardins », sur les terrains de l'hôtel de La Ferté-Sennecterre durant la construction de la place des Victoires, avant de prendre, en 1685, le nom de « rue La Feuillade » celui-ci étant l'initiateur de l'aménagement et du financement de la place des Victoires qu'elle dessert que la rue créée à cette occasion sur le terrain acheté par lui à cet effet reçut son nom..

## Bâtiments remarquables et lieux de mémoire
- No 2 : hôtel de Crèvecoeur. Hôtel de Jacques Hardouin-Mansart de Sagonne, architecte du roi, acquis et remis au goût du jour en 1750 sous le nom de sa maîtresse Marie-Marguerite Poitevin, comtesse de Crèvecoeur. Seul bâtiment XVIIIe subsistant de ce côté-ci de la rue, en avancé entre deux édifices haussmaniens. Intérieur démoli en 1990-1991.
- No 4 : hôtel de La Feuillade. Le financier John Law y établit ses bureaux entre 1717 et 1719.

## Pour approfondir